# Livro de Oseias

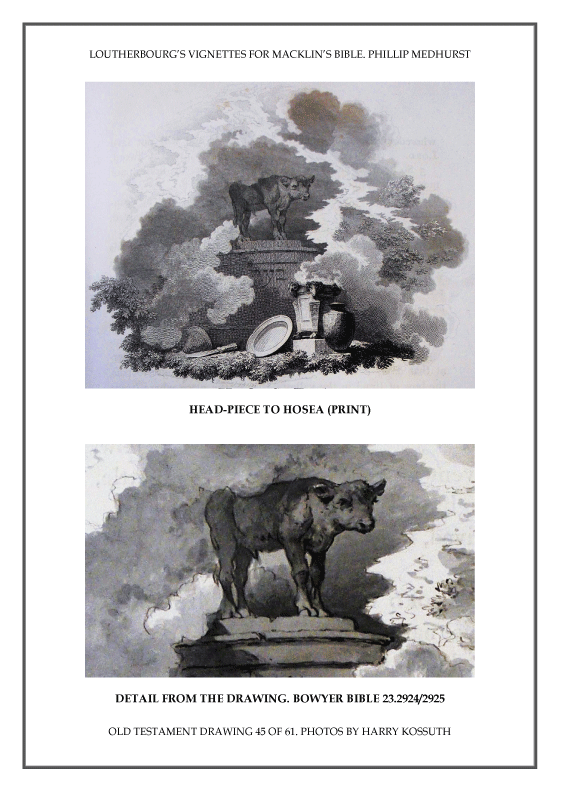
Ilustração para o Livro de Oseias na Bíblia Macklin - Oseias 8:5. Uma estátua de um bezerro com fogo ardendo em uma urna decorada com cabeças de carneiros ao lado de um jarro, um prato e uma faca em primeiro plano; tipografia em duas colunas abaixo e em verso. Phillip Medhurst, 1797.

O Livro de Oseias (FO 1943: Oseias) ou Hoseias é um dos Livros proféticos do Antigo Testamento, sucedendo o Livro de Daniel e antecedendo o Livro de Joel, possuindo apenas 14 capítulos.
O profeta Oseias exerceu sua atividade no Reino de Israel Setentrional, entre o final do reinado de Jeroboão II e a queda de Samaria (750-722 a.C.). Este foi um período sombrio para Israel: conquistas assírias entre 734 e 732 a.C., quatro reis assassinados, corrupção religiosa e moral.
A pregação de Oseias tem como ponto de partida uma experiência pessoal tão profunda, que se tornou para ele um símbolo (caps. 1 e 3). Ele amava de todo coração a sua esposa, mas ela o deixou para se entregar a outros amantes. Esse amor não correspondido ultrapassou o nível de frustração pessoal para ser uma enorme força de anúncio: o profeta apresenta a relação entre o Deus, sempre fiel e cheio de amor, e seu povo, que o abandonou e preferiu correr ao encontro dos ídolos.
Oseias passa, então, a denunciar todo tipo de idolatria, que ele chama de prostituição. Essa comparação será, a partir de então, uma constante nos escritos bíblicos. Tais prostituições, segundo Oseias, não consistem somente em adorar imagens de ídolos, mas inclusive em fazer alianças políticas com potências estrangeiras que provocam dependência, exploração econômica e opressão (7:8-12; 8:9-10). Prostituições são também os golpes de Estado que preservam interesses de uma pequena minoria (7:3-7), a confiança no poder militar e nas riquezas (8:14; 12:9) e todo tipo de injustiças (4:1-2; 6:8-9; 10:12-13).

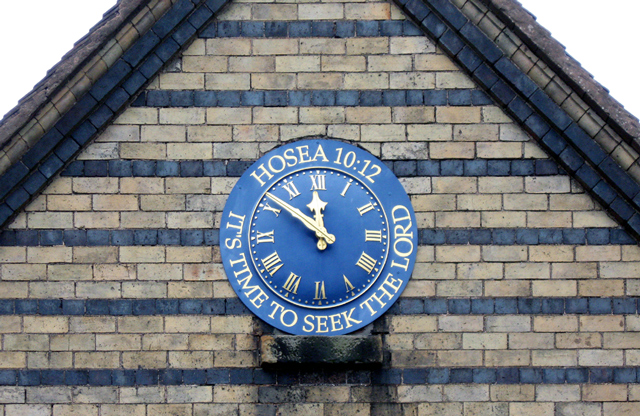
Oseias 10:12 em capela metodista primitiva: “é tempo de buscar ao Senhor”. Shropshire, Inglaterra.

Oseias repreende principalmente as classes dominantes da sociedade:
- os reis escolhidos contra a vontade de Jeová, que rebaixaram o povo eleito ao nível dos outros povos; e
- os sacerdotes que espalham ignorância e cheios de ganância, que levaram o povo a ruína.

Do mesmo modo que seu contemporâneo Amós, Oseias condena as injustiças e as violências, denuncia uma corrupção moral profunda em Israel (4:1-2; 6:7-10; 7:1), a falta absoluta de justiça social, a responsabilidade culposa das elites. Sua pregação teve eco nos profetas seguintes quando exorta a uma religião do coração, inspirada no amor de Deus.
Oseias é também o profeta que polemiza contra a religião exterior: os sacrifícios, os ritos do culto (6:6).
Oseias, porém, não apenas acusa, mas também anuncia o amor fiel e misericordioso de Deus para com seu povo, se este se converter e voltar a conhecê-lo. Para o profeta, o conhecimento de Deus não é uma atitude intelectual, mas uma adesão amorosa, através de uma prática que corresponda ao projeto de Deus, elaborado no deserto por ocasião do êxodo, deste modo, Jeová receberá novamente seu povo como esposa, dispensando-lhe todo o carinho (2:4-25); ou tratando-o como filho (cap. 11).